# Leopoldo Ruiz Moreno
Leopoldo Carlos Ruiz Moreno (Paraná, 15 febbraio 1972) è un ex cestista argentino con cittadinanza italiana.

## Carriera
Con l'Argentina ha disputato i Campionati sudamericani del 1995.
Nel campionato italiano ha avuto tre parentesi, tutte in Legadue. La prima di esse è stata a Ragusa, dove si è messo in mostra con 17,6 punti di media in 23 partite fino al febbraio 2004, quando ha lasciato la formazione siciliana in zona retrocessione per approdare allo Scafati Basket come sostituto di Vincenzo Esposito. Ha dunque terminato la stagione 2003-2004 in Campania viaggiando a 10,8 punti in 7 gare di regular season e 7,6 punti in 5 gare di play-off. Nell'ottobre 2004 ha superato un provino ed è stato ingaggiato dalla Virtus Bologna, squadra con cui a fine stagione ha conquistato la promozione pur ricoprendo un ruolo non di primo piano, dati i 2,4 punti a partita in 13,2 minuti di utilizzo medio.